# Ácido 4,5-di-hidro-orótico
Ácido 4,5-di-hidroorótico é um derivado do ácido orótico que serve como intermediário na biossíntese da pirimidina. O ácido carbamoilaspártico é transformado no ácido 4,5-di-hidroorótico, e este é transformado no ácido orótico. A enzima que catalisa o quarto passo na biossíntese de novo da pirimidina se chama di-hidro-orotato desidrogenase.